# Puente de Crimea
El puente de Crimea, en ruso: Крымский мост o puente sobre el estrecho de Kerch en ruso: Мост через Керченский пролив; en ucraniano: Міст через Керченську протоку) es una pareja de puentes sobre el estrecho de Kerch entre la punta Chushka en la península de Tamán, Rusia y la península de Kerch, Crimea, territorio ucraniano ocupado por Rusia desde el 18 de marzo de 2014. La conexión por carretera está completa desde el 16 de mayo de 2018 y la ferroviaria desde el 23 de diciembre de 2019. Con sus casi 18 kilómetros de longitud, al término de su construcción se convirtió en el puente más largo de Europa. 
El 8 de octubre de 2022, un ataque ucraniano en la calzada entre Rusia y Crimea provocó grandes daños en el puente, incluyendo el colapso de un tramo de su tablero.
El 17 de julio de 2023, un nuevo ataque ucraniano sacudió el puente, causando graves desperfectos en uno de los tableros del puente carretero.

## Historia

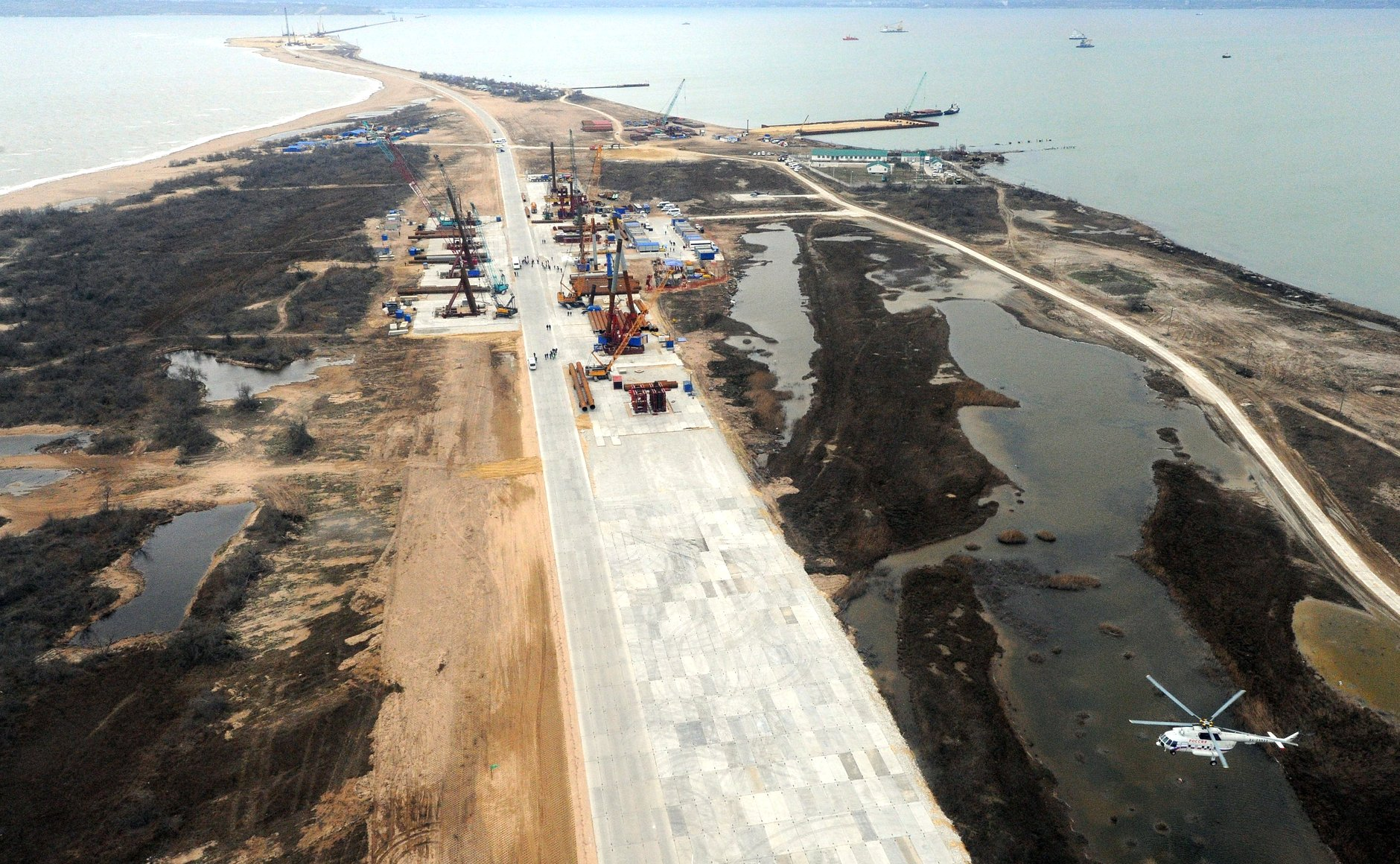
Construcción del puente

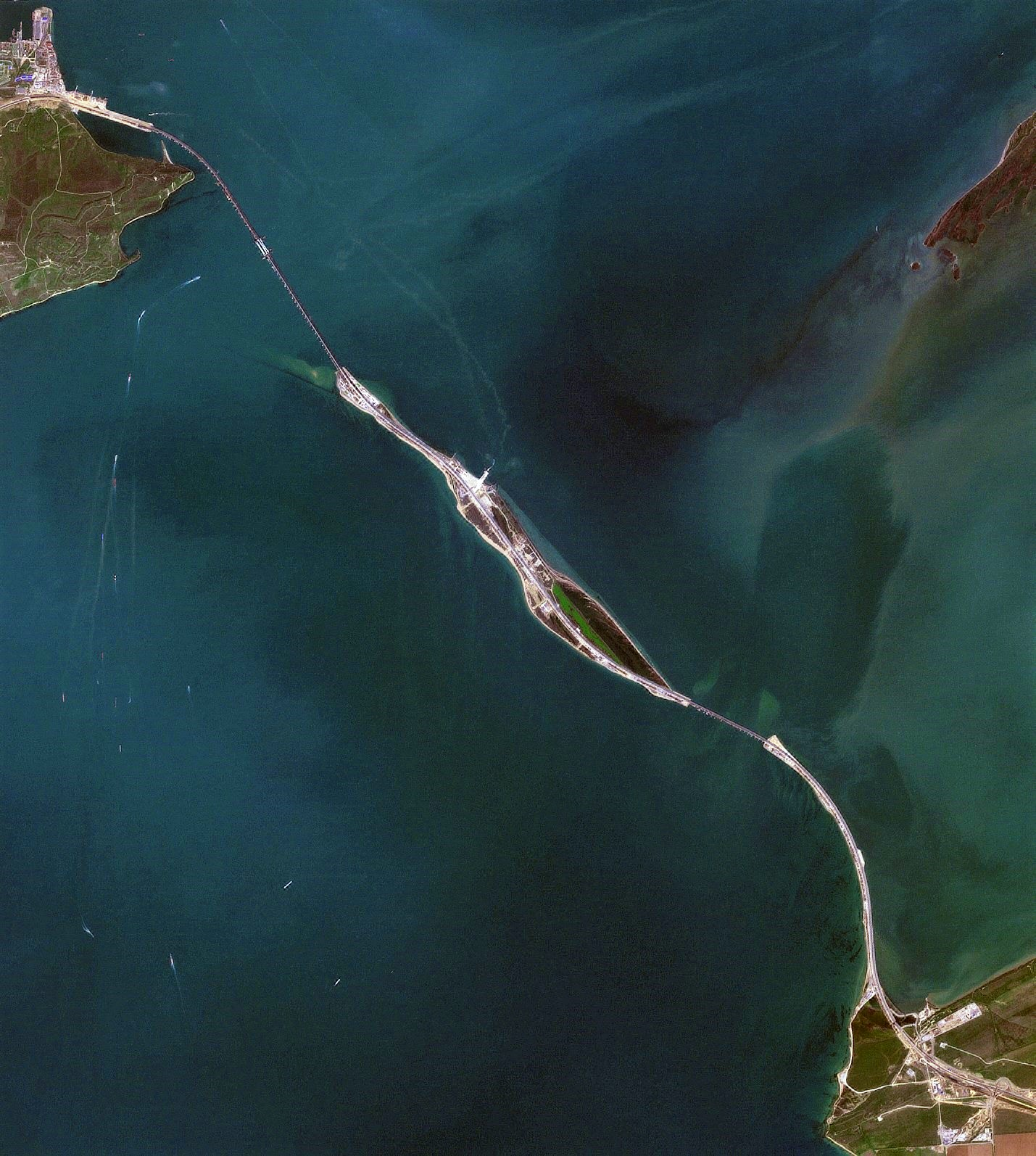
Imagen satelital del estrecho de Kerch

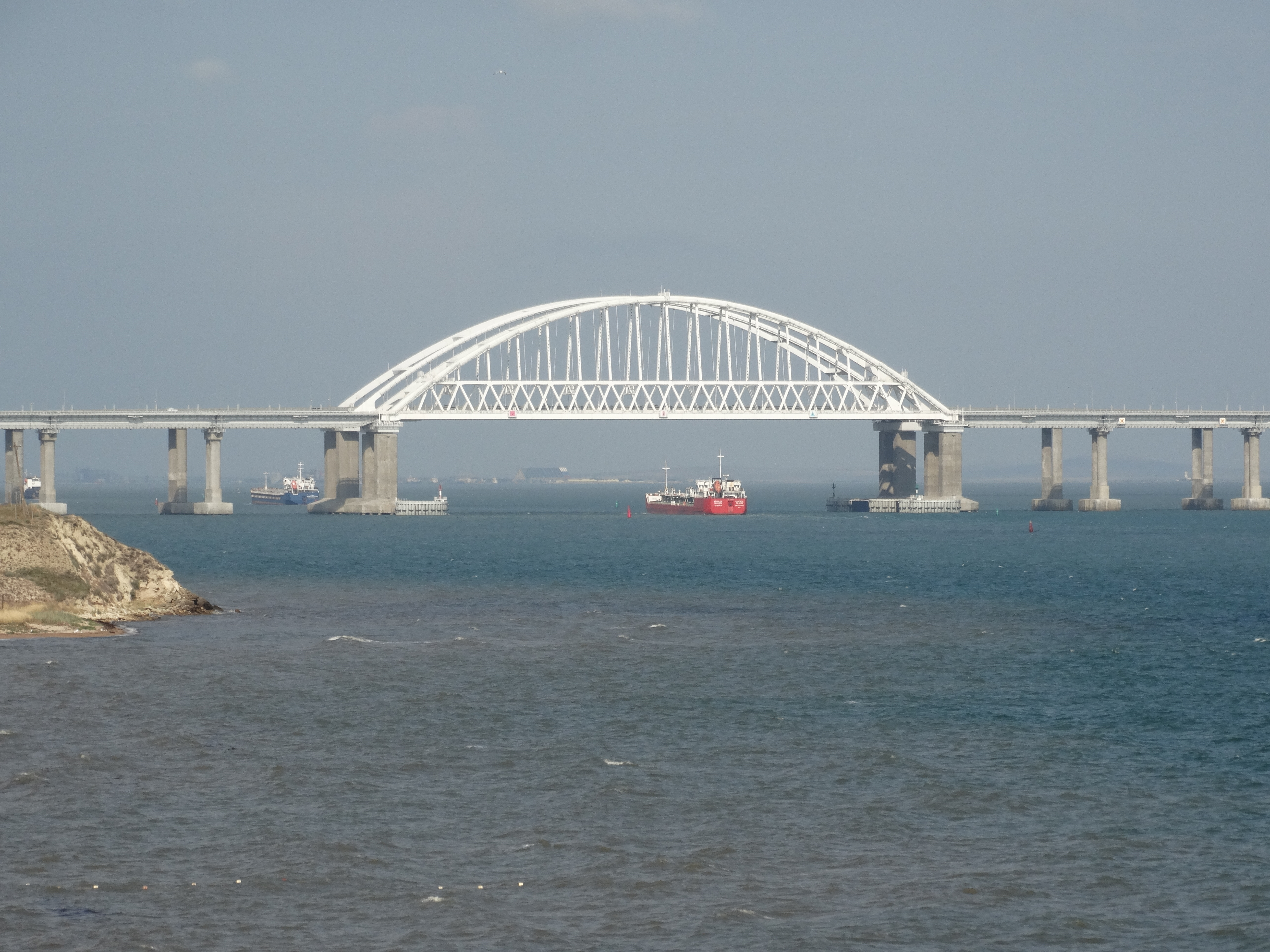
Un barco pasando por debajo del puente de Crimea

En 1910, durante el reinado del zar Nicolás II, fue presentado el primer proyecto para la construcción de un puente que uniera la Rusia continental con la península de Crimea. Un puente ferroviario provisional en el estrecho de Kerch funcionó durante el mandato de Iósif Stalin en 1944 y 1945, pero sufrió daños irreparables en febrero de 1945 causados por enormes bloques de hielo arrastrados por fuertes vientos desde el mar de Azov, suspendiéndose la reconstrucción del puente indefinidamente. Antes, la idea había sido también concebida por el ministro nazi Albert Speer a principios de 1943. Confiaba en que el puente ayudaría a encabezar la invasión alemana de la región del Cáucaso Norte. En marzo de 1943 Adolf Hitler ordenó la construcción de una carretera y ferrocarril a través de un puente combinado sobre el estrecho de Kerch que debería estar concluido en 6 meses. Desde enero hasta octubre de ese año, el retroceso de los ejércitos alemanes del Cáucaso, el Grupo de Ejércitos A, se realizó a través del estrecho de Kerch. Para apoyar la retirada de la Organización Todt Alemana se había construido un teleférico que cruzaba el estrecho de Kerch, con una capacidad diaria de 1.000 toneladas. El puente de 4,5 kilómetros sería construido en el verano de 1944 después de la liberación de Crimea por parte del Ejército Rojo con los materiales que dejó en el sitio la Wehrmacht. Este puente quedó destruido solo seis meses después por el arrastre del hielo debido a la ausencia de espigones.
El 25 de abril de 2010, el presidente ucraniano Víktor Yanukóvich y el presidente ruso Dmitri Medvédev firmaron un acuerdo para construir el puente. Dicho acuerdo fue truncado por el estallido del Euromaidán y la anexión rusa de Crimea.
Tras el estallido de la crisis de Crimea de 2014, el primer ministro de Rusia, Dmitri Medvédev, firmó un decreto el 3 de marzo de 2014 para crear una filial de autopistas de Rusia (Avtodor) para construir un puente a lo largo del estrecho de Kerch. Tras la anexión de Crimea y Sebastopol a la Federación de Rusia, Vladímir Putin planteó al Ministerio de Transporte ruso la tarea de diseñar y construir el puente «en dos formas», una ferroviaria y otra para el transporte automotor. El ministro de Transporte respondió que además de esas dos opciones se tiene previsto ejecutar un túnel subacuático que cruce el estrecho.
Tras los sucesos ya mencionados, Rusia decidió llevar a cabo el proyecto por su cuenta. La construcción del puente quedó a cargo de la compañía Stroigazmontazh del empresario ruso Arkadi Rotenberg y con un coste previsto de 250.000 millones de rublos rusos (unos 3.300 millones de euros). En agosto de 2015, Vladímir Putin ordenó que el puente estuviera listo para 2018.
El 15 de mayo de 2018, Vladímir Putin inauguró el puente, que se abrió al tráfico el día siguiente, el 16 de mayo. Este hecho provocó rechazo por parte de la Unión Europea y la OTAN.
El 8 de octubre de 2022, en el contexto de la invasión rusa de Ucrania, el puente fue seriamente dañado por una explosión, causando el colapso de un tramo del puente carretero y el incendio de un tren en el ferroviario.